# Óscar Alzaga Villaamil
Óscar Alzaga Villaamil (ur. 29 maja 1942 w Madrycie) – hiszpański prawnik, polityk i kolekcjoner sztuki.
W 1964 ukończył prawo na Uniwersytecie w Madrycie (późniejszym Complutense), a następnie został doktorem prawa Universidad Autónoma de Madrid w 1972. Był członkiem Partido Demócrata Cristiano (PDC), przyczynił się także do powstania Demokratycznej Partii Ludowej w 1982 i był jej przewodniczącym do 1989. Brał udział w tworzeniu hiszpańskiej konstytucji z 1978.
W 2017 Alzaga przekazał sześć obrazów ze swojej kolekcji do Muzeum Prado w Madrycie, oraz fundusze na zakup obrazu Portret Manueli Isidry Téllez-Girón, przyszłej księżnej Abrantes Agustína Esteve.